# La Sphère féminine
La Sphère féminine était une revue annuelle publiée à Montréal par l’Alliance canadienne pour le vote des femmes du Québec (ACVFQ), fondée et dirigée par Idola St-Jean. Paru de 1933 à 1946, la revue contient une section en anglais et constitue un outil d’information et de revendication pour le droit de vote des femmes.

## Historique
Ce journal était la voix de l’Alliance canadienne pour le vote des femmes du Québec fondée en 1927, une organisation féministe militant pour la défense des droits et intérêts des femmes de la province, ainsi que pour l’amélioration de leurs conditions sociales. La première parution du journal fut en 1933, onze numéros furent publiés au total, comptant de 30 à 60 pages chacun. C’est durant des émissions radiophoniques que sa directrice, Idola St-Jean, en fait la promotion à l’échelle québécoise. La revue gagne de la popularité dans plusieurs organisations, car la revue leur est distribuée, mais elle attire également l’attention en dehors des milieux féministes. Les publicités permettent la gratuité de la revue mais, contrairement aux désirs de sa directrice, La sphère féminine n’a jamais pu être publiée de façon mensuelle en raison de restrictions financières. Durant les années 1930 et 1940, La sphère féminine est la seule publication suffragiste et féministe ayant une diffusion d’une aussi grande ampleur.
Idola St-Jean s’implique considérablement dans l’écriture des articles de la revue, on y retrouve ses stratégies et convictions à travers notamment la reproduction de ses conférences et discours. Les différentes parutions abordent les changements internationaux en matière de droits des femmes, l’évolution des actions de l’Alliance, des comptes-rendus de conférences et de publications féministes internationales, des conseils juridiques, et plus encore. La sphère féminine discute des situations des femmes dans divers domaines pour exposer les arguments derrière les revendications suffragettes, notamment dans l’accès à l’éducation, aux droits professionnels et économiques, ainsi qu’à l’égalité entre les sexes dans le but d’atteindre un statut d’émancipation féminine. La sphère féminine était également reconnue par la valorisation de la coopération féminine dans la gestion des problèmes sociaux importants. Cet organe représentait une grande portion du mouvement suffragiste au Québec et témoigne des avancées en matière de progrès civils et politiques à travers des articles écrits par des suffragettes iconiques de la province, tel que Annie MacDonald Kangstaff, ainsi que des études documentées sur les droits des femmes. Les commentaires de l’époque mettent de l’avant la cohérence politique des idées défendues dans les articles, qui développent une conceptualisation de la démocratie dépendante de l’égalité devant la loi, de l'absence d’exclusion sociale et d’une introduction à la justice redistributive. Le titre de la revue vise d’ailleurs à mettre de l’avant la dichotomie entourant les sphères publiques et privées habituellement associées respectivement aux hommes et aux femmes.
Finalement, le dernier numéro fut publié en 1946, quelque temps après la mort de sa directrice et six ans après l’obtention du Droit de vote des femmes au Québec. Plusieurs difficultés marquent la parution de cette dernière revue et sont justifiées par la grande place occupée par Idola dans l’organisation, et de l’importance de son implication au sein du journal, mais aussi de l’Alliance.

## Actions et critiques
La sphère féminine fut un outil de revendication et de partage important s’inscrivant dans la première vague féministe au Québec, se concentrant notamment sur l’obtention du droit de vote des femmes. En 1927, la fondation par Idola St-Jean de l’Alliance canadienne pour le vote des femmes du Québec se produit à la suite de la division du Comité provincial pour le suffrage féminin dans lequel elle s’était impliquée dans les années 1920. La Sphère féminine, organe officiel de l’Alliance, rejoint davantage les femmes des classes modestes et ouvrières, ce que le Comité n’avait su faire. Même si cette division suffragette représentait une séparation du mouvement et réjouissait les adversaires de la cause, notamment le clergé qui s’y opposait généralement, les revues ont permis d’obtenir une plus grande visibilité. Toutefois, malgré les désaccords idéologiques avec le clergé, La sphère féminine conserve tout de même ses valeurs chrétiennes dans l’obtention d’une émancipation féminine, ses revendications s’effectuent dans le respect d’une société chrétienne.
En plus de pointer du doigt les antiféministes, Idola St-Jean n’hésite pas à nommer l'incompétence des hommes pour justifier la nécessité de la participation des femmes dans la sphère publique. En plus de critiquer les normes maternelles, le code civil et de dénoncer l'iniquité salariale, l’enjeu de l’individualisation des femmes s’inscrit dans  les idéologies libérales de l’époque. D’ailleurs, durant la deuxième guerre mondiale, la revue publie du contenu pacifiste. Idola choque davantage en laissant la rédaction de la tribune juridique de la revue à des diplômées de droit interdites de pratique au Québec, dont Agnes Macphail. L’obtention au droit de vote des femmes en 1940 a prouvé la pertinence des actions de l’Alliance et du journal lui-même, notamment car il a permis l’ouverture de discussions sur les inégalités sociales et les conditions des femmes au Québec. Ainsi, La sphère féminine fut un outil manquant du militantisme suffragiste québécois qui a permis notamment à ce qu’aujourd’hui, les femmes soient représentées au parlement ainsi que dans toutes les institutions politiques de la province.